# Élections législatives de 1968 dans l'Isère
Les élections législatives françaises de 1968 se déroulent les 23 et 30 juin 1968. Dans le département de l'Isère, sept députés sont à élire dans le cadre de sept circonscriptions.

## Élus
| Circonscription | Député sortant                          | Parti | Parti      | Député élu ou réélu   | Parti | Parti |
| --------------- | --------------------------------------- | ----- | ---------- | --------------------- | ----- | ----- |
| 1re             | Aimé Paquet                             |       | RI         | Aimé Paquet           |       | RI    |
| 2e              | Pierre Mendès France                    |       | PSU        | Jean-Marcel Jeanneney |       | UDR   |
| 3e              | Louis Maisonnat                         |       | PCF        | Robert Aymar          |       | UDR   |
| 4e              | Paul Picard suppléant de Raymond Tézier |       | FGDS (CIR) | Alban Fagot           |       | UDR   |
| 5e              | Louis Mermaz                            |       | FGDS (CIR) | David Rousset         |       | UDR   |
| 6e              | Roger Coste                             |       | PCF        | Jean Boyer            |       | RI    |
| 7e              | Maurice Cattin-Bazin                    |       | RI         | Maurice Cattin-Bazin  |       | RI    |

## Résultats

### Résultats à l'échelle du département
| Parti          | Parti                                           | Premier tour | Premier tour | Second tour | Second tour | Sièges |
| Parti          | Parti                                           | Voix         | %            | Voix        | %           | Sièges |
| -------------- | ----------------------------------------------- | ------------ | ------------ | ----------- | ----------- | ------ |
|                | Union pour la défense de la République          | 77 109       | 22,86        | 102 220     | 35,04       | 4      |
|                | Républicains indépendants                       | 61 799       | 18,32        | 53 837      | 18,46       | 3      |
|                | Divers droite (gaulliste)                       | 16 622       | 4,93         | Retrait     | Retrait     | 0      |
|                | Modérés                                         | 2 071        | 0,61         |             |             | 0      |
|                | Union des républicains de progrès               | 157 601      | 46,72        | 156 057     | 53,50       | 7      |
|                |                                                 |              |              |             |             |        |
|                | Convention des institutions républicaines       | 27 522       | 8,16         | 42 795      | 14,67       | 0      |
|                | Parti radical                                   | 13 175       | 3,91         | 22 347      | 7,66        | 0      |
|                | Section française de l'Internationale ouvrière  | 6 072        | 1,80         |             |             | 0      |
|                | Fédération de la gauche démocrate et socialiste | 46 769       | 13,86        | 65 142      | 22,33       | 0      |
|                |                                                 |              |              |             |             |        |
|                | Parti communiste français                       | 71 345       | 21,15        | 39 571      | 13,57       | 0      |
|                | Parti socialiste unifié                         | 33 686       | 9,99         | 30 928      | 10,60       | 0      |
|                | Progrès et démocratie moderne                   | 27 958       | 8,29         | Retrait     | Retrait     | 0      |
|                |                                                 |              |              |             |             |        |
| Inscrits       | Inscrits                                        | 442 762      | 100,00       | 383 638     | 100,00      | 7      |
| Abstentions    | Abstentions                                     | 100 942      | 22,8         | 86 850      | 22,64       |        |
| Votants        | Votants                                         | 341 820      | 77,2         | 296 788     | 77,36       |        |
| Blancs et nuls | Blancs et nuls                                  | 4 461        | 1,31         | 5 090       | 1,72        |        |
| Exprimés       | Exprimés                                        | 337 359      | 98,69        | 291 698     | 98,28       |        |

### Résultats par circonscription

#### Première circonscription (Grenoble-Est)
|                | Aimé Paquet sortant réélu | RI (URP)       | 23 291 | 51,08  |  |  |  |
|                | Roland Anselmet           | PCF            | 9 747  | 21,38  |  |  |  |
|                | Michel Hollard            | PSU            | 5 479  | 12,02  |  |  |  |
|                | Jacques-Henri Rodet       | CD (PDM)       | 3 894  | 8,54   |  |  |  |
|                | Maurice Gleizes           | FGDS (SFIO)    | 3 186  | 6,99   |  |  |  |
|                |                           |                |        |        |  |  |  |
| Inscrits       | Inscrits                  | Inscrits       | 59 142 | 100,00 |  |  |  |
| Abstentions    | Abstentions               | Abstentions    | 13 086 | 22,13  |  |  |  |
| Votants        | Votants                   | Votants        | 46 056 | 77,87  |  |  |  |
| Blancs et nuls | Blancs et nuls            | Blancs et nuls | 459    | 1      |  |  |  |
| Exprimés       | Exprimés                  | Exprimés       | 45 597 | 99     |  |  |  |

#### Deuxième circonscription (Grenoble-Sud)
| Candidat       | Candidat                     | Parti                     | Premier tour | Premier tour | Second tour | Second tour |  |
| Candidat       | Candidat                     | Parti                     | Voix         | %            | Voix        | %           |  |
| -------------- | ---------------------------- | ------------------------- | ------------ | ------------ | ----------- | ----------- |  |
|                | Jean-Marcel Jeanneney élu    | UDR (URP)                 | 22 707       | 36,85        | 31 059      | 50,11       |  |
|                | Pierre Mendès France sortant | PSU                       | 19 567       | 31,75        | 30 928      | 49,89       |  |
|                | Jean Giard                   | PCF                       | 10 715       | 17,39        | Retrait     | Retrait     |  |
|                | Jean Vanier                  | Divers droite (Gaulliste) | 6 559        | 10,64        |             |             |  |
|                | Louis Abric                  | Modérés                   | 2 071        | 3,36         |             |             |  |
|                |                              |                           |              |              |             |             |  |
| Inscrits       | Inscrits                     | Inscrits                  | 83 166       | 100,00       | 83 166      | 100,00      |  |
| Abstentions    | Abstentions                  | Abstentions               | 20 671       | 24,86        | 20 007      | 24,06       |  |
| Votants        | Votants                      | Votants                   | 62 495       | 75,14        | 63 159      | 75,94       |  |
| Blancs et nuls | Blancs et nuls               | Blancs et nuls            | 876          | 1,4          | 1 172       | 1,86        |  |
| Exprimés       | Exprimés                     | Exprimés                  | 61 619       | 98,6         | 61 987      | 98,14       |  |

#### Troisième circonscription (Vizille)
| Candidat       | Candidat                | Parti          | Premier tour | Premier tour | Second tour | Second tour |  |
| Candidat       | Candidat                | Parti          | Voix         | %            | Voix        | %           |  |
| -------------- | ----------------------- | -------------- | ------------ | ------------ | ----------- | ----------- |  |
|                | Louis Maisonnat sortant | PCF            | 15 621       | 35,38        | 21 267      | 47,95       |  |
|                | Robert Aymar élu        | UDR (URP)      | 15 041       | 34,06        | 23 090      | 52,05       |  |
|                | Pierre Devillard        | CD (PDM)       | 7 145        | 16,18        | Retrait     | Retrait     |  |
|                | Paul Leroy              | PSU            | 3 463        | 7,84         |             |             |  |
|                | Jean-François Lacotte   | FGDS (SFIO)    | 2 886        | 6,54         |             |             |  |
|                |                         |                |              |              |             |             |  |
| Inscrits       | Inscrits                | Inscrits       | 58 963       | 100,00       | 58 966      | 100,00      |  |
| Abstentions    | Abstentions             | Abstentions    | 14 213       | 24,1         | 13 444      | 22,8        |  |
| Votants        | Votants                 | Votants        | 44 750       | 75,9         | 45 522      | 77,2        |  |
| Blancs et nuls | Blancs et nuls          | Blancs et nuls | 594          | 1,33         | 1 165       | 2,56        |  |
| Exprimés       | Exprimés                | Exprimés       | 44 156       | 98,67        | 44 357      | 97,44       |  |

#### Quatrième circonscription (Grenoble-Nord)
| Candidat       | Candidat            | Parti          | Premier tour | Premier tour | Second tour | Second tour |  |
| Candidat       | Candidat            | Parti          | Voix         | %            | Voix        | %           |  |
| -------------- | ------------------- | -------------- | ------------ | ------------ | ----------- | ----------- |  |
|                | Alban Fagot élu     | UDR (URP)      | 19 043       | 45,91        | 23 150      | 56,32       |  |
|                | Paul Picard sortant | FGDS (CIR)     | 7 963        | 19,2         | 17 954      | 43,68       |  |
|                | Raymond Perinetti   | PCF            | 7 380        | 17,79        | Retrait     | Retrait     |  |
|                | A. de Galbert       | CD (PDM)       | 4 865        | 11,73        |             |             |  |
|                | Pierre Bariol       | PSU            | 2 224        | 5,36         |             |             |  |
|                |                     |                |              |              |             |             |  |
| Inscrits       | Inscrits            | Inscrits       | 55 038       | 100,00       | 55 040      | 100,00      |  |
| Abstentions    | Abstentions         | Abstentions    | 13 073       | 23,75        | 13 144      | 23,88       |  |
| Votants        | Votants             | Votants        | 41 965       | 76,25        | 41 896      | 76,12       |  |
| Blancs et nuls | Blancs et nuls      | Blancs et nuls | 490          | 1,17         | 792         | 1,89        |  |
| Exprimés       | Exprimés            | Exprimés       | 41 475       | 98,83        | 41 104      | 98,11       |  |

#### Cinquième circonscription (Vienne-Nord)
| Candidat       | Candidat             | Parti          | Premier tour | Premier tour | Second tour | Second tour |  |
| Candidat       | Candidat             | Parti          | Voix         | %            | Voix        | %           |  |
| -------------- | -------------------- | -------------- | ------------ | ------------ | ----------- | ----------- |  |
|                | David Rousset élu    | UDR (URP)      | 20 318       | 39,99        | 24 921      | 50,08       |  |
|                | Louis Mermaz sortant | FGDS (CIR)     | 16 478       | 32,44        | 24 841      | 49,92       |  |
|                | Maurice Maron        | PCF            | 6 557        | 12,91        | Retrait     | Retrait     |  |
|                | Alain Vial           | CD (PDM)       | 6 437        | 12,67        |             |             |  |
|                | Brigitte Gaget       | PSU            | 1 012        | 1,99         |             |             |  |
|                |                      |                |              |              |             |             |  |
| Inscrits       | Inscrits             | Inscrits       | 64 536       | 100,00       | 64 537      | 100,00      |  |
| Abstentions    | Abstentions          | Abstentions    | 13 057       | 20,23        | 13 797      | 21,38       |  |
| Votants        | Votants              | Votants        | 51 479       | 79,77        | 50 740      | 78,62       |  |
| Blancs et nuls | Blancs et nuls       | Blancs et nuls | 677          | 1,32         | 978         | 1,93        |  |
| Exprimés       | Exprimés             | Exprimés       | 50 802       | 98,68        | 49 762      | 98,07       |  |

#### Sixième circonscription (Vienne-Sud)
| Candidat       | Candidat            | Parti          | Premier tour | Premier tour | Second tour | Second tour |  |
| Candidat       | Candidat            | Parti          | Voix         | %            | Voix        | %           |  |
| -------------- | ------------------- | -------------- | ------------ | ------------ | ----------- | ----------- |  |
|                | Jean Boyer élu      | RI (URP)       | 18 530       | 43,66        | 24 405      | 57,14       |  |
|                | Roger Coste sortant | PCF            | 13 271       | 31,27        | 18 304      | 42,86       |  |
|                | Jean Bernard        | CD (PDM)       | 5 617        | 13,24        | Retrait     | Retrait     |  |
|                | Jean Lacharme       | FGDS (CIR)     | 3 081        | 7,26         |             |             |  |
|                | Georges Videcoq     | PSU            | 1 941        | 4,57         |             |             |  |
|                |                     |                |              |              |             |             |  |
| Inscrits       | Inscrits            | Inscrits       | 53 923       | 100,00       | 53 923      | 100,00      |  |
| Abstentions    | Abstentions         | Abstentions    | 10 928       | 20,27        | 11 040      | 20,47       |  |
| Votants        | Votants             | Votants        | 42 995       | 79,73        | 42 883      | 79,53       |  |
| Blancs et nuls | Blancs et nuls      | Blancs et nuls | 555          | 1,29         | 174         | 0,41        |  |
| Exprimés       | Exprimés            | Exprimés       | 42 440       | 98,71        | 42 709      | 99,59       |  |

#### Septième circonscription (Bourgoin-Jallieu)
| Candidat       | Candidat                           | Parti                     | Premier tour | Premier tour | Second tour | Second tour |  |
| Candidat       | Candidat                           | Parti                     | Voix         | %            | Voix        | %           |  |
| -------------- | ---------------------------------- | ------------------------- | ------------ | ------------ | ----------- | ----------- |  |
|                | Maurice Cattin-Bazin sortant réélu | RI (URP)                  | 19 978       | 38,97        | 29 432      | 56,84       |  |
|                | Pierre Oudot                       | FGDS (Radical)            | 13 175       | 25,7         | 22 347      | 43,16       |  |
|                | Raymond Jacquet                    | Divers droite (Gaulliste) | 10 063       | 19,63        | Retrait     | Retrait     |  |
|                | Henri Jayet                        | PCF                       | 8 054        | 15,71        | Retrait     | Retrait     |  |
|                |                                    |                           |              |              |             |             |  |
| Inscrits       | Inscrits                           | Inscrits                  | 67 994       | 100,00       | 68 006      | 100,00      |  |
| Abstentions    | Abstentions                        | Abstentions               | 15 914       | 23,41        | 15 418      | 22,67       |  |
| Votants        | Votants                            | Votants                   | 52 080       | 76,59        | 52 588      | 77,33       |  |
| Blancs et nuls | Blancs et nuls                     | Blancs et nuls            | 810          | 1,56         | 809         | 1,54        |  |
| Exprimés       | Exprimés                           | Exprimés                  | 51 270       | 98,44        | 51 779      | 98,46       |  |